# Castrul roman de la Gresia
Castrul roman este situat pe teritoriul localității Gresia, județul Teleorman.